# Kurt Dittmar
Pour les articles homonymes, voir Dittmar.
Kurt Dittmar (5 janvier 1891 à Magdebourg - 26 avril 1959 à Holzminden) est un Generalleutnant allemand qui a servi au sein de la Heer dans la Wehrmacht pendant la Seconde Guerre mondiale.

## Biographie
Kurt Dittmar rejoint le 6 mars 1909 le 4e bataillon du génie de l'armée prussienne à Magdebourg en tant qu'élève-officier et est promu lieutenant à la fin août 1910. Du 1er octobre 1912 au 5 août 1914, il est affecté à l'école d'artillerie et du génie de Berlin-Charlottenbourg pour poursuivre sa formation.
Lorsque la Première Guerre mondiale éclate, il rejoint son bataillon et est d'abord affecté comme adjudant et chef de section. En tant que tel, il devient lieutenant le 25 février 1915. Le 8 janvier 1916, il est nommé commandant de compagnie et en décembre 1917, il prend brièvement la tête du 1er bataillon du 165e régiment d'infanterie. 
Il devient commandant divisionnaire en février 1941 et dirige la 169e division d'infanterie, qui est stationnée en Finlande. À l'été 1941, il participe à l'Opération Polarfuchs, mais doit évacuer de la Finlande quelques mois plus tard pour cause de maladie. Il exerce un commandement dans la réserve de l'armée en octobre 1941 et devient Général à mission spéciale en avril 1942. À ce poste, qu'il occupe pendant le reste de son service de guerre, il est le commentateur radiophonique officiel militaire des Forces armées allemandes.
Dans son journal tenu pendant la guerre, Ma ville à l'heure nazie : Colmar, 1940-1945, l'Alsacien Marie-Joseph Bopp écrit le 5 septembre 1944 :

« Ce soir, le général Dittmar a parlé sur le sujet : « Res venit ad triarios ».
Cette citation aurait sûrement plu à feu M. Walch, cependant la comparaison de la situation actuelle avec une bataille romaine où les triaires des soldats d'élite combattent au troisième rang pour apporter la décision est très boiteuse. Car où sont les triaires allemands pour remporter la victoire ? Où sont ces troupes d'élite ? Disparus, tués, prisonniers. Ils ne pourront pas même dire comme Napoléon à Waterloo : «Faites donner la garde !» Car la garde n'existe plus... »

Une rumeur selon laquelle il s'était suicidé en avril 1945 fut dissipée le 23 quand il se rendit aux soldats de la 30e division d'infanterie américaine à Magdebourg.
Dittmar devient le 25 avril 1945 prisonnier de guerre et est interné le 18 mai 1945 dans le Camp de prisonniers de guerre de Trent Park près de Londres. Plus tard, il dira à ses gardiens que la forteresse des Alpes (Alpenfestung) n'existait pas. Il est libéré le 15 mai 1948.

## Promotions militaires
| Fahnenjunker                  | 6 mars 1909      |
| Fahnenjunker-Gefreiter        | 15 juillet 1909  |
| Fahnenjunker-Unteroffizier    | 15 août 1909     |
| Fähnrich                      | 21 décembre 1909 |
| Leutnant                      | 22 août 1910     |
| Oberleutnant                  | 25 février 1915  |
| Brevet militaire de Hauptmann | 18 décembre 1917 |
| Hauptmann                     | 1er février 1922 |
| Major                         | 1er février 1931 |
| Oberstleutnant                | 1er juin 1934    |
| Oberst                        | 1er avril 1936   |
| Generalmajor                  | 1er avril 1940   |
| Generalleutnant               | 1er avril 1942   |

## Décorations
- Croix de fer[2] (1914)
  - 2e Classe
  - 1re Classe
- Ordre de la Couronne (Prusse)[2] 4e Classe
- Croix Hanséatique[2] de Lübeck
- Croix d'honneur pour combattants 1914-1918
- Agrafe de la Croix de fer (1939)
  - 2e Classe
  - 1re Classe
- Médaille de service de la Wehrmacht
  - 1re Classe (Croix des 25 années de service)
  - 3e Classe (Médaille des 12 années de service)
- Croix allemande en Or le 19 décembre 1941
- Ordre de la Croix de la Liberté (Finlande), 1re Classe avec glaives le 26 octobre 1941.